# Nemzeti dal

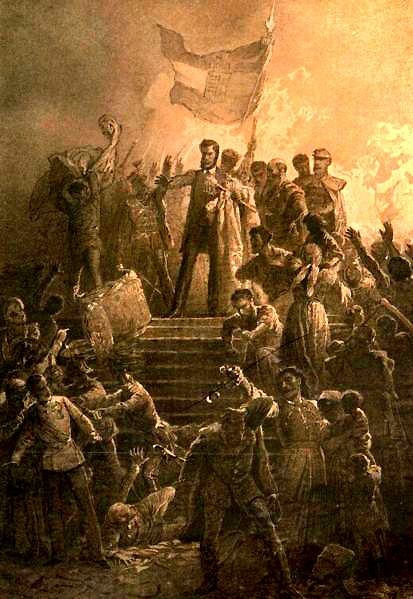
Sándor Petőfi draagt 'Nemzeti dal' voor

Nemzeti dal (Nederlands: 'Lied van het volk') is een gedicht geschreven door de Hongaarse dichter Sándor Petőfi. Het gedicht inspireerde opstandelingen tijdens de Hongaarse Revolutie van 1848. Petőfi droeg het gedicht voor op het Vörösmarty-plein voor een enthousiaste en roerige menigte die in de laatste strofes het refrein meebulderde en vervolgens de straten van Boedapest introk om politieke gevangen vrij te laten en een einde te verkondigen aan de Habsburgse overheersing. Vandaag de dag nog wordt het gedicht aangehaald in tijden van verdeeldheid of juist saamhorigheid onder het Hongaarse volk.
| Nemzeti dal | Lied van het Volk |
| Talpra magyar, hí a haza! Itt az idő, most vagy soha! Rabok legyünk vagy szabadok? Ez a kérdés, válasszatok! – A magyarok istenére Esküszünk, Esküszünk, hogy rabok tovább Nem leszünk!        | Staat op Magyar, het Vaderland roept! Hier is de tijd, nu of nooit! Moeten wij gevangen zijn of leven in vrijheid? Dit is de vraag, geeft antwoord! - Bij de God der Hongaren Zweren wij, Zweren wij, gevangen zullen wij Niet meer zijn!                |
| Rabok voltunk mostanáig, Kárhozottak ősapáink, Kik szabadon éltek-haltak, Szolgaföldben nem nyughatnak. A magyarok istenére Esküszünk, Esküszünk, hogy rabok tovább Nem leszünk!               | Gevangen waren wij tot nog toe, Gedoemd zijn onze voorvaderen, die in vrijheid leefden en stierven, In slavernij kunnen zij niet berusten. Bij de God der Hongaren Zweren wij, Zweren wij, gevangen zullen wij Niet meer zijn!                           |
| Sehonnai bitang ember, Ki most, ha kell, halni nem mer, Kinek drágább rongy élete, Mint a haza becsülete. A magyarok istenére Esküszünk, Esküszünk, hogy rabok tovább Nem leszünk!             | Een lafaard van een mens is het, Die niet durft te sterven, als het écht nodig is, Die meer waarde hecht aan zijn zielig leventje Dan het lot van zijn Vaderland. Bij de God der Hongaren Zweren wij, Zweren wij, gevangen zullen wij Niet meer zijn!    |
| Fényesebb a láncnál a kard, Jobban ékesíti a kart, És mi mégis láncot hordtunk! Ide veled, régi kardunk! A magyarok istenére Esküszünk, Esküszünk, hogy rabok tovább Nem leszünk!              | Het zwaard schittert meer dan de ketens, Mooier hangt het om de arm, En toch droegen wij al die tijd ketens! Terug ermee!, oud zwaard van ons! Bij de God der Hongaren Zweren wij, Zweren wij, gevangen zullen wij Niet meer zijn!                       |
| A magyar név megint szép lesz, Méltó régi nagy hiréhez; Mit rákentek a századok, Lemossuk a gyalázatot! A magyarok istenére Esküszünk, Esküszünk, hogy rabok tovább Nem leszünk!               | De Hongaarse naam zal opnieuw schoon zijn, Waardig aan zijn vervlogen grootsheid; Wat de eeuwen het besmeurd hebben, Die schaamte wassen wij ervan af! Bij de God der Hongaren Zweren wij, Zweren wij, gevangen zullen wij Niet meer zijn!               |
| Hol sírjaink domborulnak, Unokáink leborulnak, És áldó imádság mellett Mondják el szent neveinket. A magyarok istenére Esküszünk, Esküszünk, hogy rabok tovább Nem leszünk! door Sándor Petőfi | Waar onze grafheuvels zullen zijn , Daar zal ons nageslacht knielen, En in gezegend gebed zullen zij, Onze verheven namen uitspreken. Bij de God der Hongaren Zweren wij, Zweren wij, gevangen zullen wij Niet meer zijn! vertaald door Levente Vervoort |